# Movileni (okręg Gałacz)
Movileni – wieś w Rumunii, w okręgu Gałacz, w gminie Movileni. W 2011 roku liczyła 3269 mieszkańców.